# ژینگ‌پینگ
ژینگ‌پینگ (چینی ساده: 兴平; چینی سنتی: 興平; پین‌یین: Xīngpíng) شهری است که در مرکز استان شانشی چین واقع شده است. این شهر از سال ۱۹۹۳ با مساحت ۴۹۶ کیلومتر مربع و جمعیت ۶۲۰۰۰۰ نفر بوده است. میانگین دمای سالانه ۱۳٫۱ درجه سلسیوس (۵۵٫۶ درجه فارنهایت) است و بارندگی سالانه آن ۵۸۵ میلیمتر (۲۳٫۰ اینچ) است . در حال حاضر، ژینگ‌پینگ بیش از ۵۰ صنعت از جمله دریانوردی، هوانوردی، الکترونیک، پزشکی و صنایع سبک را توسعه داده است.مکان های تاریخی شهر (همچنین Hsing-p'ing نوشته می شود) را می توان در خیابان قدیمی ژینگ‌پینگ و روستای فیشینگ در حدود ۲ کیلومتر (۱٫۲ مایل)از شهر پیدا کرد. درخت بانیان کهنسال، که برای احاطه کردن آن به دستان دراز هشت نفر نیاز دارد، و معبد گواندی (ژنرال گوان یو) که در زمان سلسله چینگ ساخته شد، هر دو تاریخ طولانی شهر را نشان می دهند. از دیگر مکان های دیدنی شهر می توان به مقبره هان مائولینگ ، مقبره هوئو یانگ و برج شمالی زینگ پینگ اشاره کرد.